# Tomáš Svoboda
Pour les articles homonymes, voir Svoboda.
Tomáš Svoboda (né le 6 décembre 1939 à Paris et mort le 17 novembre 2022) est un compositeur, chef d'orchestre et pédagogue américain d'origine tchèque.

## Biographie
Svoboda a vécu au cours de la Seconde Guerre mondiale à Boston, dans le Massachusetts, et y a commencé sa formation musicale. À 3 ans, il prenait ses premiers cours de piano. À l'âge de 9 ans il écrit sa première composition. Après la guerre, la famille retourne à Prague en 1946. En 1954, il a étudié au Conservatoire de Prague dont il était l'un des plus jeunes élèves.
Il a écrit sa Symphonie n° 1 (la Nature), op. 20 à 16 ans. En 1957, cette symphonie a été créée par l'Orchestre FOK de Prague dirigée par Václav Smetáček et a recueilli un grand succès.
En 1962 il obtient au Conservatoire de Prague les diplômes de percussion, composition et direction d'orchestre, puis il entre à l'Académie tchèque des arts musicaux. En 1964, ses parents émigrent aux États-Unis. À partir de 1966, Tomáš étudie à l'Université de Californie du Sud. Bientôt il étudie la composition auprès de Halsey Stevens. En 1969, il obtient son diplôme de Master of Music.
La même année, il entre comme professeur de composition et de théorie musicale à l'Université d'État de Portland. Il est resté à ce poste 29 ans jusqu'à sa retraite en 1998.
En tant que compositeur, il a écrit des œuvres dans des genres variés. Pour son travail, il a reçu plusieurs prix et récompenses.

## Compositions

### Œuvres pour orchestre

#### Symphonies
- 1955-1956 Symphonie  nº 1 "of Nature", op. 20
  1. Moderato
  2. Presto
  3. Andante
  4. Allegro - Moderato
- 1963-1964 Symphonie  nº 2, op. 41 
  1. Lento
  2. Lento
  3. Presto
- 1965 Symphonie  nº 3, pour orgue et orchestre, op. 43
  1. Larghetto
  2. Vivace
  3. Larghetto
- 1975 Symphonie  nº 4 "Apocalyptic", op. 69 
  1. Lento
  2. Presto
- 1978 Symphonie  nº 5 "In Unison", op. 92
  1. Allegro vivace
  2. Adagio
  3. Molto Allegro
- 1991 Symphonie  nº 6, pour clarinette et orchestre, op. 137
  1. Lento moderato
  2. Poco Allegro
  3. Con moto

#### Concertos pour instruments et orchestre
- 1961 Concertino, pour harpe et orchestre de chambre, op. 34
- 1974 Concerto nº 1, pour piano et orchestre, op. 71
- 1975 Concerto, pour violon et orchestre, op. 77
- 1989 Concerto nº 2, pour piano et orchestre, op. 134
- 1995 Concerto, pour marimba et orchestre, op. 148
  1. Con Moto
  2. Adagio
  3. Vivace

#### Autres œuvres pour orchestre
- 1949/1993 Chorale from 15th Century, pour cor anglais et cordes, op. 52f
- 1955 Scherzo, op. 8
- 1957-1958 In a Linden's Shadow, poème symphonique pour grand orchestre, op. 25
- 1959 Dramatic Overture, pour orchestre, op. 26
- 1961 Six Variations, pour violon et orchestre à cordes, op. 32
- 1962 Baroque Suite, pour basson, clavecin et orchestre à cordes, op. 39
- 1962 Folk Dance, pour quatuor à cordes et orchestre à cordes, op. 37a
- 1963 Etude, pour orchestre de chambre, op. 40
- 1966 Three pieces, pour orchestre, op. 45
- 1968 Reflections, pour orchestre, op. 53
- 1972 Sinfonietta (a la Renaissance), pour orchestre, op. 60
- 1974 Prelude and Fugue, pour orchestre à cordes, op. 67
- 1978 Overture of the season, pour orchestre, op. 89
- 1980-1981 Nocturne (Cosmic Sunset), pour orchestre, op.100
- 1981-1982 Festive Overture, pour orchestre, op. 103
- 1983 Ex libris, pour orchestre, op. 113
- 1984 Serenade, pour orchestre, op. 115
- 1986 Concerto (Returns), pour soprano et orchestre de chambre, op. 125
- 1987 Dance Suite, pour orchestre, op. 128
- 1992 Swing Dance, pour orchestre, op. 135a
- 1992 Oriental Echoes, pour orchestre à cordes, op. 140
- 1993 Meditation, pour hautbois et orchestre à cordes, op. 143
- 2002 Spring Overture, pour orchestre, op. 172

### Œuvres pour orchestre d'harmonie
- 1966 Concertino, pour hautbois, grand ensemble de cuivres et timbales, op. 46
- 1975 Processional March, pour hautbois, grand ensemble de cuivres et percussion, op. 75
- 1975 Lamentation, pour trompette piccolo et orchestre d'harmonie, op. 76
- 1982 Fanfare, pour ensemble de cuivres, op. 52d
- 1982 Pastorale and Dance, pour orchestre d'harmonie, op. 106

### Cantates
- 1973 Child's dream, cantate pour chœur d’enfants et orchestre, op. 66
- 1976 Celebration of Life, cantate sur des poèmes de van de Azteken, pour soprano et ténor solistes, chœur mixte, xylophone, marimba, cloches tubulaires, 4 trompettes en ut, 4 timbales, 4 percussions et bande magnétique, op. 80 
  1. Lento
  2. Allegro
  3. Vivace
  4. Lento
  5. Vivace
- 1987 Journey, cantate pour mezzo-soprano, baryton, chœur mixte et orchestre, op. 127

### Œuvres pour chœur
- 1956 rev.1991 Czernogorsk Fugue, pour chœur mixte (SSATTBB), op. 14
- 1973 Separate Solitude, pour grand chœur mixte (SSAATTBB/SSAATTBBB) et 2 clarinettes, op. 64
- 1984 Chorale without words, pour chœur mixte et piano, op. 91a
- 1987 Veritas Veritatum, pour chœur d’hommes, op. 129a
- 1987 Festival, pour chœur d’hommes, op. 129b

### Musique vocale
- 1961 Suite, pour mezzo-soprano et orchestre, op. 30
- 1967 44th Sonnet of Michelangelo, pour alto solo et 11 instruments (flûte, hautbois, clarinette, clarinette basse, cor, trompette, piano, 2 violons, alto et violoncelle), op. 51
- 1996 Aria, pour soprano et 4 instruments (hautbois, clarinette, marimba et harpe), op. 153

### Musique de chambre
- 1954-1986 Prelude and Fugue, pour quatuor à cordes, op. 5
- 1956 Divertimento, pour piano et timbales, op. 16
- 1956 Evening Negro Songs and Dances, pour piano et percussion, op. 18
- 1960 Classical Sonatine, pour hautbois et piano, op. 28
- 1960 Quatuor à cordes nº 1, op. 29
- 1961 Ballade, pour basson et piano, op. 35
- 1961 Sonata, pour alto et piano, op. 36
- 1962 Baroque Quintet, pour flûte, hautbois, clarinette, violoncelle et piano coperto, op. 37
- 1967 Divertimento, pour sept instruments (flûte, hautbois, clarinette, 2 violons, alto et petite trompette), op. 48
- 1967 Two Epitaphs, pour quatuor à cordes, op. 47
- 1971 Parabola, pour clarinette, violon, alto, violoncelle et piano, op. 58
- 1972 Prologue, pour clarinette, clavecin et percussion, op. 61
- 1975 Discernment of time, pour gong solo, op. 74
- 1976 Cadenza & Scherzo, pour violoncelle et piano, op. 79
- 1977 Suite, pour piano et 5 percussioners, op. 83
- 1977 Folk Concertino, pour sept instruments (piccolo, hautbois, clarinette, 2 violons, alto et contrebasse), op. 82
- 1979 Concerto, pour cor et bande magnétique, op. 93
- 1979 March of the puppets, pour guitare, xylophone et 4-temple blocks, op. 95
- 1982 Baroque Trio, pour vibraphone, guitare électrique et piano, op.109
- 1983 Quintette de cuivres, op. 112
- 1983-1997 Concerto, pour quintette à vent, op. 111
- 1985 Choral en mi bémol majeur - hommage à Aaron Copland, pour quintette avec piano (clarinette, violon, violoncelle, contrebasse et piano), Op. 118
- 1985 Phantasy, pour violon, violoncelle et piano, op. 120
- 1987 Intrada, pour quintette de cuivres, op. 127a
- 1988 Legacy, pour septuor de cuivres (2 trompettes, 2 cors, 2 trombones et tuba), op. 133
- 1991 Military Movements, pour guitare et clavecin, op. 138
- 1993 Quatuor pour quatre cors, op. 145
- 1995 Forest Rhythms, pour flûte, alto et xylophone, op. 150
- 1996 Quatuor à cordes nº 2, op. 151
- 1997 Farewell Matinee, pour quintette de cuivres, op. 160
- 1999 Partita en ré, pour viola da gamba et clavecin, op. 161
- 1999 Concealed Shapes, pour deux pianos, xylophone et marimba, op. 163
- 1999 Dreams of a dancer, pour flûte, clarinette et piano, op. 164
- Double octet, pour 8 flûtes et 8 violoncelles, op. 59a

### Œuvres pour orgue
- 1949/1978 Chorale from 15th Century, pour orgue, op. 52c
- 1949/1996 Offertories (Vol. I), Op. 52a
- 1973 Phantasy and Fugue, op. 62
- 1979 Wedding March, op. 94
- 1996 Nocturne, pour orgue à 4 mains, op. 155
- 1997 Duo concerto, pour trompette et orgue, op. 152

### Œuvres pour piano
- 1949 A Bird pour piano, op.1
- 1954 Prelude et sol-mineur, op. 3a
- 1955 Fugue et do-mineur sur un thème de Johann Sebastian Bach, op. 9
- 1956 Fugue et ré-mineur sur une chanson populaire bulgare, op. 17
- 1964-1965 Bagatelles "In a Forest", op. 42
- 1977 Children's Treasure Box - Vol. 1, op. 81
- 1978 Children's Treasure Box - Vol. 2, op. 86
- 1978 Children's Treasure Box - Vol. 3, op. 90
- 1978 Children's Treasure Box - Vol. 4, op. 91
- 1985 Suite, pour piano vierhandig, op. 124
- 1994 Eulogy, op. 146
- 1998 Benedictus, op. 162
- 1999 Four Visions, pour trois pianos, op.158
- 1999 Farewell to Prague, op.165
- Passacaglia, pour piano à 4 mains, op. 56a

### Œuvres pour clavecin
- 1982 Suite, op. 105

### Œuvres pour guitare
- 1981 Suite, pour guitare, op. 102
- 1982 Concerto e gioco, pour 2 guitares, op. 108
- 1996 Seven Neo-Renaissance Cannons, pour 2 guitares, op. 156

### Œuvres pour percussion
- 1974 Recessional March, pour percussion (1e speler: 3 timbales, grote trom, gong, suspended cymbal; 2e speler: 4 tom-toms, suspended cymbal), op. 59
- 1978-1979 Spithra, pour 3 percussions (1 xylophone), op. 96
- 1981 Morning prayer, pour 4 percussions (xylophone, vibraphone, cloches tubulaires, cloches d’orchestre), op. 101
- 1991 Wedding Dance, pour marimba, op. 138a
- 1993 Duo, pour xylophone et marimba, op. 141

### Œuvres pour instruments japonais traditionnels
- 1974-1975 Five Essays, pour Shaku-hachi et trois kotos, op. 70
- 1982-1983 Autumn, pour koto, op. 110
- 1987 Sactuary, pour cinq instruments japonais, op. 130